# Тора
Тора (на иврит: ‏תּוֹרָה‏‎, „учение“, „закон“) е понятие в юдаизма, обхващащо традиционното религиозно право.
В тесен смисъл Тора съответства на Петокнижието, първите пет книги на Библията. Освен тях равинистичният юдаизъм отнася към Тора и Устния закон, смятан за традиция с авторитета и древността на Петокнижието, която обаче в продължение на столетия е предавана само в устна форма от поколение на поколение, докато е фиксирана в писмените текстове на Талмуд и Мидраш.